# Corsário do Rei
Corsário do Rei é o álbum de estreia da banda brasileira de rock cristão Livre Arbítrio, lançado em 1991. O álbum foi produzido de forma independente, sendo posteriormente distribuído pela gravadora Gospel Records.
Em 2018, foi considerado o 73º melhor álbum da década de 1990, de acordo com lista publicada pelo Super Gospel.

## Faixas

### Lado A
1. "Ser Feliz" (Celso "Teddy" Mello) – 2:50
2. "Viagem" (Marcos Gibran e Raphael Costa) – 3:54
3. "Corsário" (Salu Maia, André L. Fernandes e Raphael Costa) – 4:33
4. "Bom Motivo" (Marcos Gibran) – 2:21
5. "Se Você Acreditar" (Celso "Teddy" Mello) – 4:03

### Lado B
1. "Somos Convidados" (Nelson M. Bomílcar) – 4:05
2. "Navegante" (Celso "Teddy" Mello) – 2:47
3. "Correndo sem Parar" (Celso "Teddy" Mello) – 3:05
4. "Caminhos" (André L. Fernandes e Raphael Costa) – 4:11
5. "Erros Próprios" (Raphael Costa e André L. Fernandes) – 2:54